# 51 (фильм)
«51» — американский фантастический фильм ужасов 2011 года режиссёра Джейсона Коннери с Брюсом Бокслейтнером и Джоном Ши в главных ролях. Картина участвовала в фестивале «После полуночи».

## Сюжет
Наконец американцы и заодно весь мир получают возможность увидеть «Зону 51». Два репортёра, фотограф и оператор получают разрешение посетить давно уже не секретную, но по сей день интригующую обывателя военную базу. Полковник и его заместитель майор проводят экскурсию для гражданских по базе. Однако военное руководство не намерено показывать всё содержимое базы, а лишь то, что позволит успокоить общественность; в действительности, на подземных этажах базы находится тюрьма и исследовательский центр, а также несколько заключённых особей.
Во время визита самые опасные пришельцы устраивают бойню. Журналисты и военные вынуждены сражаться за свою жизнь.

## В ролях
- Брюс Бокслейтнер — полковник Мартин
- Джейсон Лондон — Аарон Шумахер
- Рэйчел Майнер — сержант Ханна
- Ванесса Бранч — Клэр
- Джон Ши — Сэм Уайтолкер
- Джулиан Батерсон — Гомес
- Бью Брэссо — лётчик
- Лена Кларк — Минди

## Съёмки и показ
Картина снималась режиссёром Джейсоном Коннери по сценарию Кенни Яккеля. Съёмки фильма начались в апреле в Луизиане.
«51» вышел для показа в кинотеатрах осенью 2010 года как часть «After Dark Originals». Также он вышел в эфир в 2011 году на канале Sci-Fi в самостоятельном показе.